# Vojno Selo
Vojno Selo (cyr. Војно Село) – wieś w Czarnogórze, w gminie Plav. W 2011 roku liczyła 688 mieszkańców.